# Desa Bunijaya
Desa Bunijaya är en administrativ by i Indonesien.   Den ligger i provinsen Jawa Barat, i den västra delen av landet, 110 km söder om huvudstaden Jakarta.